# FESPACO

Logo des Festivals

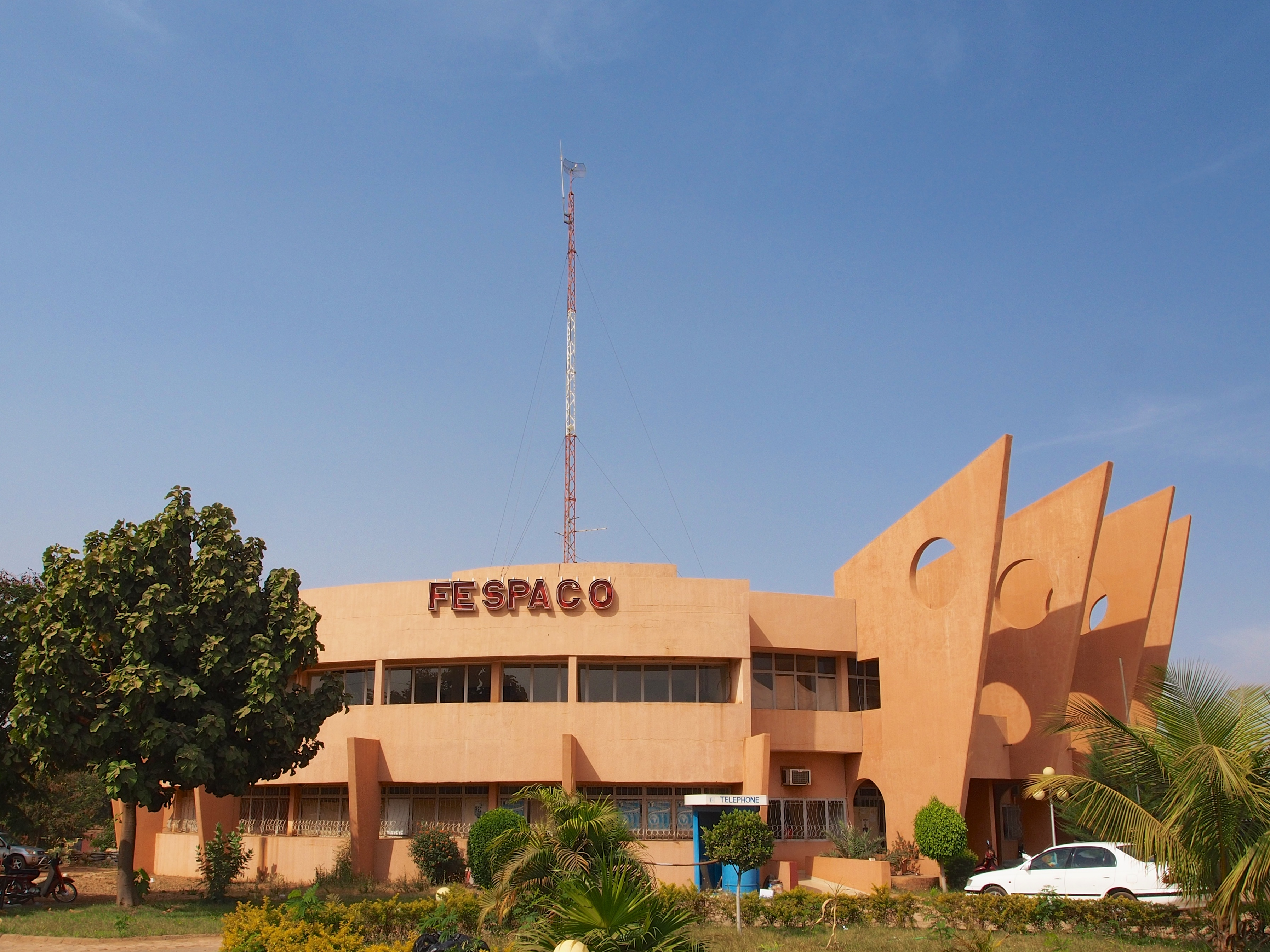
Der Sitz des FESPACO in Ouagadougou

FESPACO ist die französische Abkürzung für Festival panafricain du cinéma et de la télévision de Ouagadougou, das panafrikanische Film- und Fernsehfestival, das als Biennale in Ouagadougou stattfindet, der Hauptstadt des westafrikanischen Staates Burkina Faso.
Das Filmfestival fand erstmals im Jahr 1969 statt, damals als Premier Festival de Cinéma Africain de Ouagadougou und nicht etwa als Semaine du cinéma africain, wie oft behauptet wird. Dies stellt der damalige Schatzmeister und Gründungsmitglied des FESPACO in seinem Buch klar, als Beweis findet man im Buch auch das Poster des damaligen Festivals. Der Name wurde 1972 in FESPACO geändert. Seit 1979 findet das Festival als Biennale statt und seit 1983 wird im Rahmen des Festivals die Filmmaterial-Messe MICA (Marché international du cinéma et de la télévision africains) ausgerichtet. 1983 wurde ferner die ebenfalls alle zwei Jahre, abwechselnd mit dem Filmfestival stattfindende Nationale Kulturwoche La Semaine Nationale de la culture (SNC) von Bobo-Dioulasso eingeführt.
Der beste Film wird seit 1972 mit dem Étalon (d'or) de Yennenga (deutsch „(goldener) Hengst von Yennenga“) ausgezeichnet. Da seit 2005 auch ein silberner und ein bronzener Étalon de Yennenga vergeben werden, ist der Hauptpreis seitdem der Étalon d'or de Yennenga.
Unterstützt wird das Festival von der Regierung Burkina Fasos sowie Dänemark, Finnland, Frankreich, Deutschland, den Niederlanden, Schweden, der Volksrepublik China und anderen.

## Sieger
- 1972: Le Wazzou polygame von Oumarou Ganda (Niger)
- 1973: Les Mille et Une Nuits von Souheil Ben Barka (Marokko)
- 1976: Muna Moto von Jean-Pierre Dikongué-Pipa (Kamerun)
- 1979: Baara von Souleymane Cissé (Mali)
- 1981: Djeli von Fadika Kramo-Lanciné (Elfenbeinküste)
- 1983: Finyè von Souleymane Cissé (Mali)
- 1985: Histoire d’une rencontre von Brahim Tsaki (Algerien)
- 1987: Der Kampf der schwarzen Königin (Sarraounia) von Med Hondo (Mauretanien)
- 1989: Heritage… Africa von Kwah Ansah (Ghana)
- 1991: Tilaï von Idrissa Ouédraogo (Burkina Faso)
- 1993: Au nom du Christ von Gnoan Roger M’Bala (Elfenbeinküste)
- 1995: Guimba von Cheick Oumar Sissoko (Mali)
- 1997: Buud Yam von Gaston Kaboré (Burkina Faso)
- 1999: Pièces d'identités von Mwezé Ngangura (Demokratische Republik Kongo)
- 2001: Ali Zaoua, Prinz der Straße (Ali Zaoua, prince de la rue) von Nabil Ayouch (Marokko)
- 2003: Heremakono von Abderrahmane Sissako (Mauretanien)
- 2005: Drum – Wahrheit um jeden Preis (Drum) von Zola Maseko (Südafrika)
- 2007: Ezra von Newton Aduaka (Nigeria)
- 2009: Morgentau (Teza) von Haile Gerima (Äthiopien)
- 2011: Pégase von Mohamed Mouftaki (Marokko)
- 2013: Tey von Alain Gomis (Senegal[2])
- 2015: Fièvres von Hicham Ayouch (Marokko)
- 2017: Félicité von Alain Gomis (Senegal[3])
- 2019: The Mercy of the Jungle von Joël Karekezi (Ruanda)
- 2021: The Gravedigger’s Wife von Khadar Ayderus Ahmed (Somalia)